# Ranguevaux
Ranguevaux – miejscowość i gmina we Francji, w regionie Grand Est, w departamencie Mozela.
Według danych na rok 1990 gminę zamieszkiwały 752 osoby, a gęstość zaludnienia wynosiła 74 osoby/km² (wśród 2335 gmin Lotaryngii Ranguevaux plasuje się na 460. miejscu pod względem liczby ludności, natomiast pod względem powierzchni na miejscu 594.).